# Shawty
「Shawty」（ショーティ）はCHEMISTRY29枚目のシングルでCHEMISTRYとバックダンサー、Rui・Keito,D-BLASTのDee・Chihiroとの期間限定ユニット「CHEMISTRY + Synergy」名義第1弾作品。2010年8月18日発売。

## 解説
CHEMISTRYのシングル初となるダンスを導入した楽曲。日韓で活躍する韓国出身アーティストが洋楽を導入している事に関心を示したCHEMISTRYが選曲。SynergyがCHEMISTRYのダンス指導を担当。「Shawty」の堂珍嘉邦によるイメージは「小悪魔的な女の子」。振付はDeeが担当。作曲はJack D Elliotら海外勢によるもので、それを受け作詞も洋楽にちなみ、英語を織り交ぜた作詞となるよう田中秀典に依頼。カップリング曲「My miss universe」の堂珍によるイメージは「女神」。振付はKeito。
「Shawty」のミュージック・ビデオはUGICHINが手掛け「CHEMISTRY + Synergy」と本仮屋ユイカが出演。初回盤・通常盤それぞれジャケットと収録曲が異なる。初回盤は特典映像収録DVD同梱。2010年8月18日〜21日まで各地で開催された「CHEMISTRY＋Synergy」とのハイタッチイベント参加券が初回盤と通常盤の初回プレス盤に封入された。

## 収録曲
CD　初回盤・通常盤共通
1. Shawty
作詞：田中秀典／作曲：Joleen Belle・Jack D Elliot・Mike Bannister／編曲：吉岡たく
  - テレビ東京系「DANCE@TV」2010年8月度オープニングテーマ
  - フジテレビ系『ウチくる!?』2010年8月度エンディングテーマ
  - 「MTV×DAM WANNASING KARAOKEE CHART TOP40」2010年8月度CMソング
2. My miss universe
作詞：MIZUE／作曲：Mats Valentine・Fredro Odesjo・Guy Sebastian／編曲：江上浩太郎

DVD　（初回盤のみ）
1. 「Shawty」ミュージック・ビデオ
2. 「CHEMISTRY 2010 TOUR regeneration」ダイジェスト（Go Alone/夜明け 〜DAWN〜/Life goes on 〜side K〜）

## 参加ミュージシャン
Shawty
- 吉岡たく：All Programming, Instruments

My miss universe 
- Fredro Odesjo：Track Produce
- 江上浩太郎：All Programming, Instruments